# Ceuthobiella
Ceuthobiella är ett släkte av kackerlackor. Ceuthobiella ingår i familjen småkackerlackor.
Kladogram enligt Catalogue of Life:
| Ceuthobiella | \| \| Ceuthobiella micra \| \| \| \| \| \| Ceuthobiella minutissima \| \| \| \| |
|              | \| \| Ceuthobiella micra \| \| \| \| \| \| Ceuthobiella minutissima \| \| \| \| |
|              | Ceuthobiella micra                                                              |
|              |                                                                                 |
|              | Ceuthobiella minutissima                                                        |
|              |                                                                                 |